# 布日嘎斯特淖日
布日嘎斯特淖日，又名布拉嘎特诺日，俗称“本坡三湖”，是位于中国内蒙古自治区呼伦贝尔市新巴尔虎左旗嵯岗牧场北部的一个湖泊。其位置约在东经118°05′，北纬49°28′。湖面海拔541米，面积达1.2平方公里。该湖的沉积物主要为天然碱和石盐。布日嘎斯特淖日在蒙古语中的意思是有柳条的湖。